# 武市一夫
武市 一夫（たけいち かずお、1919年（大正8年）11月17日 - 1999年（平成11年）12月14日）は、日本の政治家。徳島市長。徳島県徳島市出身。勲三等瑞宝章受章。

## 経歴
旧制徳島県立徳島中学校、旧制第三高等学校卒業。1941年、東京帝国大学法学部卒業。大学卒業後、満州国総務庁高等官の試補となる。終戦後は徳島に戻り、徳島県庁の秘書課長や副知事などを歴任。
1967年に徳島市長に就任。2期に渡って市長を務める。就任中はポルトガルレイリアと姉妹都市の協定を結んだり、市内の下水道や排水場の整備に貢献する等の業績を残している。
また徳島県信用保証協会の会長や日本下水道協会の副会長などを歴任。

## 市長在任中
- 1969年 - ポルトガル共和国レイリアと姉妹都市の縁組み。
- 1970年 - 仙台市と観光姉妹都市の縁組み。
- 1970年 - 眉山パークウェイが開通。
- 1971年 - 吉野川大橋が開通。
- 1973年 - 徳島市中央卸売市場がオープン。